# Das Turiner Pferd
Das Turiner Pferd (Originaltitel: A Torinói ló) ist ein Spielfilm des ungarischen Regisseurs Béla Tarr aus dem Jahr 2011. Ko-Regie führte seine Ehefrau Ágnes Hranitzky, die auch für die Montage verantwortlich war.

## Handlung
Der Titel des Films bezieht sich auf eine Anekdote, die am Filmanfang vom Erzähler berichtet wird: Friedrich Nietzsche soll im Januar 1889 unmittelbar vor seinem geistigen Zusammenbruch in Turin ein streikendes Droschkenpferd mit theatralischer Geste vor der Peitsche des wütenden Kutschers bewahrt haben. Anschließend erlitt Nietzsche seinen Zusammenbruch, der ihn den Rest des Lebens in geistiger Umnachtung zurückließ. Was aus dem Pferd geworden sei, sei unbekannt.
Den Hauptteil des Filmes macht die Schilderung des Lebens einer armen Familie von Kartoffelbauern Ende des 19. Jahrhunderts aus: Geschildert wird das Leben eines alten Bauern und seiner erwachsenen Tochter auf einem kleinen Gehöft über einen Zeitraum von sechs Tagen. Die Landschaft ist karg, die Arbeit und der Tagesverlauf eintönig und gleichförmig. Beide wechseln nur wenige und notdürftige Wörter miteinander. Am meisten Zuneigung erfährt noch das Pferd der Familie, das metaphorisch oder tatsächlich als das Pferd der Nietzsche-Anekdote gesehen werden könnte. Als ein unablässiger Sturm durch das Land zieht, verändert sich das Leben der beiden notgedrungen. Ein Nachbar, der etwas Pálinka von dem Bauern kaufen will, berichtet, dass die benachbarte Stadt durch den Sturm vollständig zerstört worden sei und schiebt die Schuld an der Katastrophe auf die Gierigkeit der Menschen und die Nichtexistenz der Götter. Später erscheinen Zigeuner und trinken aus dem Brunnen, werden aber von dem wütenden Bauern verjagt. Am nächsten Tag ist ihr Brunnen versiegt.
Mit jedem Tag wird den beiden ein Stück ihrer Lebensgrundlage entzogen. Das Pferd hört auf zu fressen und schließlich zu trinken, der Brunnen versiegt, das Feuer im Herd brennt nicht mehr. Als auch noch die Petroleumlampe erlischt, bleibt nur Dunkelheit zurück. Der Sturm lässt schließlich nach. Am sechsten Tag sitzen der Bauer und seine Tochter am Tisch, wo sie rohe Kartoffeln zu sich nehmen wollen. Die Tochter weigert sich, trotz Aufforderungen ihres Vaters, die Kartoffel zu essen. Daraufhin hört auch der Vater auf zu essen und sitzt mit seiner Tochter in vollkommener Stille am Tisch.

## Hintergrund
Der Schwarzweißfilm feierte seine Premiere am 15. Februar 2011 im Rahmen des Wettbewerbs der 61. Berlinale. Der Kinostart in Deutschland erfolgte am 15. März 2012 im Basis-Film Verleih.

## Kritiken
„Ein ebenso anstrengender wie faszinierender filmischer Kraftakt, der in seiner atemberaubend rauen Poesie voller Sinnbilder und Metaphern herausfordert.“

„Wie kein anderer Regisseur lässt Béla Tarr die Erzählung sinnlich greifbar werden. Die Monotonie der Bilder, die Wiederholung der Handlungen und die sich langsam ausbreitende Resignation entwickeln eine Sogkraft, der man sich schwer entziehen kann.“

## Auszeichnungen (Auswahl)
Internationale Filmfestspiele Berlin 2011
- Großer Preis der Jury (Silberner Bär)
- FIPRESCI-Preis

Europäischer Filmpreis 2011
- Nominierung für Béla Tarr in der Kategorie Beste Regie
- Nominierung für Fred Kelemen in der Kategorie Beste Kamera
- Nominierung für Mihály Víg in der Kategorie Beste Filmmusik

2016 belegte Das Turiner Pferd bei einer Umfrage der BBC zu den 100 bedeutendsten Filmen des 21. Jahrhunderts den 63. Platz.